# تولن آن دير دوناو
آن دير دوناو (بالإنجليزية: Tulln an der Donau)‏ (حرفيًا "تولن على نهر الدانوب") هي مدينة تاريخية في ولاية النمسا السفلى النمساوية، والمقر الإداري لمنطقة تولن. نظرًا لوفرة المتنزهات والحدائق بها، غالبًا ما يشار إلى تولن باسم بلومنشتات ("مدينة الزهور") و"مدينة الترابط" بعد مبادرة بيتر آيزنشينك، عمدة تولن.

## الجغرافيا
تقع المدينة في وسط حوض تولن الممتد إلى غابات فيينا في الجنوب، على بعد حوالي 40 كيلومترًا (25 ميلًا) شمال غرب العاصمة النمساوية فيينا. يقع الجزء الرئيسي من مساحتها المبنية على الضفة الجنوبية لنهر الدانوب.

## وصلات خارجية
- الموقع الرسمي